# Skeu skeu
 (août 2025).
Clip vidéo
[vidéo] « Skeu skeu », sur YouTube
Clip vidéo
[vidéo] « Skeu skeu avec Naza », sur YouTube
Skeu skeu est un single sorti en 2023 par le chanteur Jogga en collaboration avec Wilsko et 7ia.

## Historique
Le titre, paru le 20 septembre 2023, connaît rapidement un fort succès. En moins de deux semaines, il est utilisé dans plus de 200 000 vidéos sur TikTok, où la chorégraphie associée est reprise par plusieurs personnalités, notamment Inoxtag, Aya Nakamura et Naza.

## Formation
- Mr Punisher, NVY, 7ia, Jogga, Rilmey, Swoosha, Wilsko - écriture

## Remix
En octobre 2023, un remix du titre est publié en collaboration avec le chanteur Naza.

## Classements et certifications

### Classements hebdomadaires
| Classements (2023)                      | Meilleure position |
| --------------------------------------- | ------------------ |
| Belgique (Wallonie Ultratop 50 Singles) | 49                 |
| France (SNEP)                           | 9                  |
| Suisse (Schweizer Hitparade)            | 77                 |
| Pays-Bas (Single Top 100)               | 86                 |

### Certification
| Région | Certification | Ventes/Streams |
| --- | ------------- | -------------- |
| France (SNEP)                                                                                             | Platine       | 30 000 000*    |
| *Ventes selon la certification xNon précisé par la certification ‡ventes/streaming selon la certification |               |                |